# Timandra fastosa
Timandra fastosa là một loài bướm đêm trong họ Geometridae.